# Нижнє Сазово
Нижнє Са́зово (рос. Нижнее Сазово, башк. Түбәнге һаҙ) — присілок у складі Кугарчинського району Башкортостану, Росія. Входить до складу Максютовської сільської ради.
Населення — 59 осіб (2010; 67 в 2002).
Національний склад:
- башкири — 87%